# Coppa Sudamericana 2023
La Coppa Sudamericana 2023 è stata la 22ª edizione della Coppa Sudamericana. Al torneo hanno partecipato 56 squadre provenienti dalle 10 federazioni della CONMEBOL. Il torneo è iniziato il 7 marzo 2023 ed è terminato il 28 ottobre 2023 con la finale disputatasi allo  Stadio Domingo Burgueño di Maldonado.
Il trofeo è stato vinto dalla LDU Quito, al suo secondo successo nella competizione, che ha sconfitto in finale i brasiliani del Fortaleza. La squadra vincitrice ha ottenuto il diritto di disputare la Coppa Libertadores 2024 e la Recopa Sudamericana 2024 (quest'ultima contro la vincente della Coppa Libertadores 2023).

## Cambiamenti
Il 19 dicembre 2022 il consiglio della CONMEBOL ha approvato le modifiche al formato della Coppa Sudamericana, valide a partire dall'edizione 2023. Le modifiche sono le seguenti:
- Le partite della prima fase verranno disputate in gara unica con le vincitrici che si qualificano alla fase a gironi
- Differentemente dalle scorse edizioni, le 8 seconde classificate nella fase a gruppi della Coppa Sudamericana disputeranno uno spareggio contro le 8 terze classificate nella fase a gruppi della Coppa Libertadores per accedere agli ottavi di finale.

## Squadre partecipanti
Al torneo hanno partecipato 56 squadre appartenenti alle 10 federazioni della CONMEBOL, e i criteri di qualificazione sono determinati dalle singole federazioni nazionali.
| Nazione                   | Squadra                       | Qualificazione |
| ------------------------- | ----------------------------- | --- |
| Argentina (6 (7) squadre) | Gimnasia (LP) (ARG 1)         | Migliore squadra nella classifica aggregata di Liga Profesional 2022 e Copa de la Liga Profesional 2022 non qualificata per la Coppa Libertadores         |
| Argentina (6 (7) squadre) | Defensa y Justicia (ARG 2)    | Seconda migliore squadra nella classifica aggregata di Liga Profesional 2022 e Copa de la Liga Profesional 2022 non qualificata per la Coppa Libertadores |
| Argentina (6 (7) squadre) | Tigre (ARG 3)                 | Terza migliore squadra nella classifica aggregata di Liga Profesional 2022 e Copa de la Liga Profesional 2022 non qualificata per la Coppa Libertadores   |
| Argentina (6 (7) squadre) | Newell's Old Boys (ARG 4)     | Quarta migliore squadra nella classifica aggregata di Liga Profesional 2022 e Copa de la Liga Profesional 2022 non qualificata per la Coppa Libertadores  |
| Argentina (6 (7) squadre) | Estudiantes (LP) (ARG 5)      | Quinta migliore squadra nella classifica aggregata di Liga Profesional 2022 e Copa de la Liga Profesional 2022 non qualificata per la Coppa Libertadores  |
| Argentina (6 (7) squadre) | San Lorenzo (ARG 6)           | Sesta migliore squadra nella classifica aggregata di Liga Profesional 2022 e Copa de la Liga Profesional 2022 non qualificata per la Coppa Libertadores   |
| Bolivia (4 squadre)       | Oriente Petrolero (BOL 1)     | Migliore squadra della Primera División 2022 non qualificata per la Coppa Libertadores                                                                    |
| Bolivia (4 squadre)       | Guabirá (BOL 2)               | 2ª squadra della Primera División 2022 non qualificata per la Coppa Libertadores                                                                          |
| Bolivia (4 squadre)       | Palmaflor del Trópico (BOL 3) | 3ª squadra della Primera División 2022 non qualificata per la Coppa Libertadores                                                                          |
| Bolivia (4 squadre)       | Blooming (BOL 4)              | 4ª squadra della Primera División 2022 non qualificata per la Coppa Libertadores                                                                          |
| Brasile (6 (7) squadre)   | San Paolo (BRA 1)             | 9ª classificata nel Campeonato Brasileiro Série A 2022 |
| Brasile (6 (7) squadre)   | América-MG (BRA 2)            | 10ª classificata nel Campeonato Brasileiro Série A 2022                                                                                                   |
| Brasile (6 (7) squadre)   | Botafogo (BRA 3)              | 11ª classificata nel Campeonato Brasileiro Série A 2022                                                                                                   |
| Brasile (6 (7) squadre)   | Santos (BRA 4)                | 12ª classificata nel Campeonato Brasileiro Série A 2022                                                                                                   |
| Brasile (6 (7) squadre)   | Goiás (BRA 5)                 | 13ª classificata nel Campeonato Brasileiro Série A 2022                                                                                                   |
| Brasile (6 (7) squadre)   | Bragantino (BRA 6)            | 14ª classificata nel Campeonato Brasileiro Série A 2022                                                                                                   |
| Cile (4 (5) squadre)      | Palestino (CIL 1)             | 4ª classificata nella Primera División 2022 |
| Cile (4 (5) squadre)      | Cobresal (CIL 2)              | 5ª classificata nella Primera División 2022 |
| Cile (4 (5) squadre)      | Universidad Católica (CIL 3)  | 6ª classificata nella Primera División 2022 |
| Cile (4 (5) squadre)      | Audax Italiano (CIL 4)        | 7ª classificata nella Primera División 2022 |
| Colombia (4 (5) squadre)  | Deportes Tolima (COL 1)       | Migliore squadra non qualificata alla Coppa Libertadores nella classifica unita della Categoría Primera A 2022                                            |
| Colombia (4 (5) squadre)  | Atlético Junior (COL 2)       | 2ª migliore squadra non qualificata nella classifica unita della Categoría Primera A 2022                                                                 |
| Colombia (4 (5) squadre)  | Santa Fe (COL 3)              | 3ª migliore squadra non qualificata alla Coppa Libertadores nella classifica unita della Categoría Primera A 2022                                         |
| Colombia (4 (5) squadre)  | Águilas Doradas (COL 4)       | 4ª migliore squadra non qualificata alla Coppa Libertadores nella classifica unita della Categoría Primera A2022                                          |
| Ecuador (4 squadre)       | LDU Quito (ECU 1)             | Miglior squadra non qualificata per la Coppa Libertadores della Primera Categoría Serie A 2022                                                            |
| Ecuador (4 squadre)       | Emelec (ECU 2)                | 2ª miglior squadra non qualificata per la Coppa Libertadores della Primera Categoría Serie A 2022                                                         |
| Ecuador (4 squadre)       | Deportivo Cuenca (ECU 3)      | 3ª miglior squadra non qualificata per la Coppa Libertadores della Primera Categoría Serie A 2022                                                         |
| Ecuador (4 squadre)       | Delfín (ECU 4)                | 4ª miglior squadra non qualificata per la Coppa Libertadores della Primera Categoría Serie A 2022                                                         |
| Paraguay (4 squadre)      | Guaraní (PAR 1)               | 5ª classificata nella classifica unita della División Profesional 2022                                                                                    |
| Paraguay (4 squadre)      | Tacuary (PAR 2)               | 6ª classificata nella classifica unita della División Profesional 2022                                                                                    |
| Paraguay (4 squadre)      | General Caballero (PAR 3)     | 7ª classificata nella classifica unita della División Profesional 2022                                                                                    |
| Paraguay (4 squadre)      | Sportivo Ameliano (PAR 4)     | Vincitrice della Copa Paraguay 2022 |
| Perù (4 squadre)          | Universitario (PER 1)         | 5ª classificata nella Liga 1 2022 |
| Perù (4 squadre)          | U. César Vallejo (PER 2)      | 6ª classificata nella Liga 1 2022 |
| Perù (4 squadre)          | Cienciano (PER 3)             | 7ª classificata nella Liga 1 2022 |
| Perù (4 squadre)          | Dep. Binacional (PER 4)       | 8ª classificata nella Liga 1 2022 |
| Uruguay (4 squadre)       | River Plate (M) (URU 1)       | Migliore classificata nella classifica unita della Primera División Profesional de Uruguay 2022 non qualificato alla Coppa Libertadores                   |
| Uruguay (4 squadre)       | Peñarol (URU 2)               | 2ª migliore classificata nella classifica unita della Primera División 2022                                                                               |
| Uruguay (4 squadre)       | Defensor Sporting (URU 3)     | 3ª migliore classificata nella classifica unita della Primera División 2022                                                                               |
| Uruguay (4 squadre)       | Danubio (URU 4)               | 4ª migliore classificata nella classifica unita della Primera División 2022                                                                               |
| Venezuela (4 squadre)     | Est. Mérida (VEN 1)           | Prima classificata del Gruppo A della fase finale di qualificazione alla Coppa Sudamericana                                                               |
| Venezuela (4 squadre)     | Deportivo Táchira (VEN 2)     | Prima classificata del Gruppo B della fase finale di qualificazione alla Coppa Sudamericana                                                               |
| Venezuela (4 squadre)     | Caracas (VEN 3)               | Seconda classificata del Gruppo A della fase finale di qualificazione alla Coppa Sudamericana                                                             |
| Venezuela (4 squadre)     | Academia P.C. (VEN 4)         | Seconda classificata del Gruppo B della fase finale di qualificazione alla Coppa Sudamericana                                                             |

Ulteriori 12 squadre sono state trasferite dalla Coppa Libertadores 2023.
| Fase                         | Squadra                | Qualificazione                                                |
| ---------------------------- | ---------------------- | ------------------------------------------------------------- |
| Fase a gruppi (8 squadre)    | Ñublense               | 3ª posizione nel gruppo A della Coppa Libertadores 2023       |
| Fase a gruppi (8 squadre)    | Independiente Medellín | 3ª posizione nel gruppo B della Coppa Libertadores 2023       |
| Fase a gruppi (8 squadre)    | Barcelona SC           | 3ª posizione nel gruppo C della Coppa Libertadores 2023       |
| Fase a gruppi (8 squadre)    | Sporting Cristal       | 3ª posizione nel gruppo D della Coppa Libertadores 2023       |
| Fase a gruppi (8 squadre)    | Corinthians            | 3ª posizione nel gruppo E della Coppa Libertadores 2023       |
| Fase a gruppi (8 squadre)    | Colo-Colo              | 3ª posizione nel gruppo F della Coppa Libertadores 2023       |
| Fase a gruppi (8 squadre)    | Libertad               | 3ª posizione nel gruppo G della Coppa Libertadores 2023       |
| Fase a gruppi (8 squadre)    | Patronato              | 3ª posizione nel gruppo H della Coppa Libertadores 2023       |
| Fase preliminare (4 squadre) | Millonarios            | Sconfitta nella terza fase della Coppa Libertadores 2023 (E1) |
| Fase preliminare (4 squadre) | Huracán                | Sconfitta nella terza fase della Coppa Libertadores 2023 (E2) |
| Fase preliminare (4 squadre) | Fortaleza              | Sconfitta nella terza fase della Coppa Libertadores 2023 (E3) |
| Fase preliminare (4 squadre) | Magallanes             | Sconfitta nella terza fase della Coppa Libertadores 2023 (E4) |

## Date
Il programma della competizione è il seguente.
| Fase                        | Turno            | Sorteggio        | Andata               | Ritorno           |                 |
| --------------------------- | ---------------- | ---------------- | -------------------- | ----------------- | --------------- |
| Prima fase                  | -                | 21 dicembre 2022 | 7-9 marzo 2023       | 7-9 marzo 2023    |                 |
| Fase a gruppi               | Prima giornata   | 27 marzo 2023    | 4-6 aprile 2023      | 4-6 aprile 2023   |                 |
| Fase a gruppi               | Seconda giornata | 27 marzo 2023    | 18-20 aprile 2023    | 18-20 aprile 2023 |                 |
| Fase a gruppi               | Terza giornata   | 27 marzo 2023    | 2-4 maggio 2023      | 2-4 maggio 2023   |                 |
| Fase a gruppi               | Quarta giornata  | 27 marzo 2023    | 23-25 maggio 2023    | 23-25 maggio 2023 |                 |
| Fase a gruppi               | Quinta giornata  | 27 marzo 2023    | 6-8 giugno 2023      | 6-8 giugno 2023   |                 |
| Fase a gruppi               | Sesta giornata   | 27 marzo 2023    | 27-29 giugno 2023    | 27-29 giugno 2023 |                 |
| Fase a eliminazione diretta | Spareggi         | -                | 11-13 luglio 2023    | 18-20 luglio 2023 |                 |
| Fase a eliminazione diretta | Ottavi di finale | 5 luglio 2023    | 1º-3 agosto 2023     | 8-10 agosto 2023  |                 |
| Fase a eliminazione diretta | Quarti di finale | 5 luglio 2023    | 22-24 agosto 2023    | 29-31 agosto 2023 |                 |
| Fase a eliminazione diretta | Semifinali       | 5 luglio 2023    | 26-27 settembre 2023 | 3-4 ottobre 2023  |                 |
| Fase a eliminazione diretta | Finale           | 5 luglio 2023    | 28 ottobre 2023      | 28 ottobre 2023   | 28 ottobre 2023 |

## Prima fase
Alla prima fase partecipano 32 squadre, ad eccezione delle squadre argentine e brasiliane, che si affrontano in gara unica tra squadre della stessa federazione nazionale. Le 16 squadre vincenti accedono alla fase a gruppi. Il sorteggio per determinare le sfide della prima fase si è tenuto il 21 dicembre 2022. Le partite si sono disputate il 7, 8 e 9 marzo 2023.
| Squadra 1         | Risultato       | Squadra 2             |
| ----------------- | --------------- | --------------------- |
| Guabirá           | 0 - 1           | Oriente Petrolero     |
| Blooming          | 6 - 0           | Palmaflor del Trópico |
| Cobresal          | 0 - 1           | Palestino             |
| Audax Italiano    | 3 - 2           | Universidad Católica  |
| Deportes Tolima   | 1 - 0           | Atlético Junior       |
| Águilas Doradas   | 1 - 2           | Santa Fe              |
| LDU Quito         | 4 - 0           | Delfín                |
| Emelec            | 2 - 1           | Deportivo Cuenca      |
| Guaraní           | 3 - 1           | Sportivo Ameliano     |
| Tacuary           | 2 - 2 (4-2 dtr) | General Caballero     |
| U. César Vallejo  | 3 - 1           | Dep. Binacional       |
| Universitario     | 2 - 0           | Cienciano             |
| Defensor Sporting | 0 - 0 (3-4 dtr) | Danubio               |
| River Plate (M)   | 0 - 4           | Peñarol               |
| Caracas           | 0 - 1           | Academia P.C.         |
| Est. Mérida       | 1 - 1 (3-1 dtr) | Deportivo Táchira     |

## Fase a gruppi
Il sorteggio per definire la composizione dei gruppi si è tenuta il 27 marzo 2023 a Luque, in Paraguay.
Le 32 squadre partecipanti sono state divise in 8 gruppi, ciascuno composto da 4 squadre. Ogni squadra gioca con le altre 3 squadre del proprio girone con partite di andata e ritorno. La prima classificata di ogni girone accede direttamente agli ottavi di finale mentre la seconda classificata disputerà uno spareggio con una terza classificata dei gironi di Coppa Libertadores.

### Gruppo A

#### Classifica
| Pos | Squadra          | Pt | G | V | N | P | GF | GS | DG |
| --- | ---------------- | -- | - | - | - | - | -- | -- | -- |
| 1.  | LDU Quito        | 12 | 6 | 3 | 3 | 0 | 10 | 2  | +8 |
| 2.  | Botafogo         | 10 | 6 | 2 | 4 | 0 | 10 | 5  | +5 |
| 3.  | Magallanes       | 4  | 6 | 0 | 4 | 2 | 8  | 13 | -5 |
| 4.  | U. César Vallejo | 4  | 6 | 1 | 1 | 4 | 8  | 16 | -8 |

#### Risultati
| Squadra 1        | Risultato   | Squadra 2        |
| 1ª giornata      | 1ª giornata | 1ª giornata      |
| ---------------- | ----------- | ---------------- |
| U. César Vallejo | 1 - 2       | LDU Quito        |
| Magallanes       | 2 - 2       | Botafogo         |
| 2ª giornata      |             |                  |
| LDU Quito        | 4 - 0       | Magallanes       |
| Botafogo         | 4 - 0       | U. César Vallejo |
| 3ª giornata      |             |                  |
| Magallanes       | 2 - 2       | U. César Vallejo |
| Botafogo         | 0 - 0       | LDU Quito        |
| 4ª giornata      |             |                  |
| Magallanes       | 1 - 1       | LDU Quito        |
| U. César Vallejo | 2 - 3       | Botafogo         |
| 5ª giornata      |             |                  |
| LDU Quito        | 0 - 0       | Botafogo         |
| U. César Vallejo | 3 - 2       | Magallanes       |
| 6ª giornata      |             |                  |
| LDU Quito        | 3 - 0       | U. César Vallejo |
| Botafogo         | 1 - 1       | Magallanes       |

### Gruppo B

#### Classifica
| Pos | Squadra | Pt | G | V | N | P | GF | GS | DG |
| --- | ------- | -- | - | - | - | - | -- | -- | -- |
| 1.  | Guaraní | 11 | 6 | 3 | 2 | 1 | 9  | 7  | +2 |
| 2.  | Emelec  | 9  | 6 | 2 | 3 | 1 | 7  | 7  | 0  |
| 3.  | Danubio | 7  | 6 | 2 | 1 | 3 | 6  | 7  | -1 |
| 4.  | Huracán | 5  | 6 | 1 | 2 | 3 | 7  | 8  | -1 |

#### Risultati
| Squadra 1   | Risultato   | Squadra 2   |
| 1ª giornata | 1ª giornata | 1ª giornata |
| ----------- | ----------- | ----------- |
| Danubio     | 2 - 0       | Emelec      |
| Huracán     | 4 - 1       | Guaraní     |
| 2ª giornata |             |             |
| Guaraní     | 2 - 1       | Danubio     |
| Emelec      | 1 - 0       | Huracán     |
| 3ª giornata |             |             |
| Huracán     | 1 - 1       | Danubio     |
| Guaraní     | 1 - 1       | Emelec      |
| 4ª giornata |             |             |
| Danubio     | 0 - 2       | Guaraní     |
| Huracán     | 2 - 2       | Emelec      |
| 5ª giornata |             |             |
| Emelec      | 1 - 1       | Guaraní     |
| Danubio     | 1 - 0       | Huracán     |
| 6ª giornata |             |             |
| Emelec      | 2 - 1       | Danubio     |
| Guaraní     | 2 - 0       | Huracán     |

### Gruppo C

#### Classifica
| Pos | Squadra           | Pt | G | V | N | P | GF | GS | DG  |
| --- | ----------------- | -- | - | - | - | - | -- | -- | --- |
| 1.  | Bragantino        | 14 | 6 | 4 | 2 | 0 | 21 | 3  | +18 |
| 2.  | Estudiantes (LP)  | 14 | 6 | 4 | 2 | 0 | 14 | 1  | +13 |
| 3.  | Tacuary           | 6  | 6 | 2 | 0 | 4 | 8  | 21 | -13 |
| 4.  | Oriente Petrolero | 0  | 6 | 0 | 0 | 6 | 2  | 20 | -18 |

#### Risultati
| Squadra 1         | Risultato   | Squadra 2         |
| 1ª giornata       | 1ª giornata | 1ª giornata       |
| ----------------- | ----------- | ----------------- |
| Oriente Petrolero | 0 - 1       | Estudiantes (LP)  |
| Tacuary           | 1 - 4       | Bragantino        |
| 2ª giornata       |             |                   |
| Bragantino        | 5 - 0       | Oriente Petrolero |
| Estudiantes (LP)  | 4 - 0       | Tacuary           |
| 3ª giornata       |             |                   |
| Tacuary           | 3 - 1       | Oriente Petrolero |
| Bragantino        | 0 - 0       | Estudiantes (LP)  |
| 4ª giornata       |             |                   |
| Tacuary           | 0 - 4       | Estudiantes (LP)  |
| Oriente Petrolero | 0 - 4       | Bragantino        |
| 5ª giornata       |             |                   |
| Estudiantes (LP)  | 1 - 1       | Bragantino        |
| Oriente Petrolero | 1 - 3       | Tacuary           |
| 6ª giornata       |             |                   |
| Estudiantes (LP)  | 4 - 0       | Oriente Petrolero |
| Bragantino        | 7 - 1       | Tacuary           |

### Gruppo D

#### Classifica
| Pos | Squadra         | Pt | G | V | N | P | GF | GS | DG  |
| --- | --------------- | -- | - | - | - | - | -- | -- | --- |
| 1.  | San Paolo       | 16 | 6 | 5 | 1 | 0 | 13 | 0  | +13 |
| 2.  | Tigre           | 10 | 6 | 3 | 1 | 2 | 7  | 6  | +1  |
| 3.  | Deportes Tolima | 8  | 6 | 2 | 2 | 2 | 6  | 8  | -2  |
| 4.  | Academia P.C.   | 0  | 6 | 0 | 0 | 6 | 2  | 14 | -12 |

#### Risultati
| Squadra 1       | Risultato   | Squadra 2       |
| 1ª giornata     | 1ª giornata | 1ª giornata     |
| --------------- | ----------- | --------------- |
| Academia P.C.   | 0 - 2       | Deportes Tolima |
| Tigre           | 0 - 2       | San Paolo       |
| 2ª giornata     |             |                 |
| San Paolo       | 2 - 0       | Academia P.C.   |
| Deportes Tolima | 1 - 2       | Tigre           |
| 3ª giornata     |             |                 |
| Deportes Tolima | 0 - 0       | San Paolo       |
| Academia P.C.   | 0 - 3       | Tigre           |
| 4ª giornata     |             |                 |
| Academia P.C.   | 0 - 2       | San Paolo       |
| Tigre           | 0 - 0       | Deportes Tolima |
| 5ª giornata     |             |                 |
| Tigre           | 2 - 1       | Academia P.C.   |
| San Paolo       | 5 - 0       | Deportes Tolima |
| 6ª giornata     |             |                 |
| San Paolo       | 2 - 0       | Tigre           |
| Deportes Tolima | 3 - 1       | Academia P.C.   |

### Gruppo E

#### Classifica
| Pos | Squadra           | Pt | G | V | N | P | GF | GS | DG |
| --- | ----------------- | -- | - | - | - | - | -- | -- | -- |
| 1.  | Newell's Old Boys | 16 | 6 | 5 | 1 | 0 | 11 | 4  | +7 |
| 2.  | Audax Italiano    | 11 | 6 | 3 | 2 | 1 | 7  | 4  | +3 |
| 3.  | Santos            | 5  | 6 | 1 | 2 | 3 | 3  | 5  | -2 |
| 4.  | Blooming          | 1  | 6 | 0 | 1 | 5 | 3  | 11 | -8 |

#### Risultati
| Squadra 1         | Risultato   | Squadra 2         |
| 1ª giornata       | 1ª giornata | 1ª giornata       |
| ----------------- | ----------- | ----------------- |
| Audax Italiano    | 0 - 1       | Newell's Old Boys |
| Blooming          | 0 - 1       | Santos            |
| 2ª giornata       |             |                   |
| Newell's Old Boys | 3 - 0       | Blooming          |
| Santos            | 0 - 0       | Audax Italiano    |
| 3ª giornata       |             |                   |
| Newell's Old Boys | 1 - 0       | Santos            |
| Audax Italiano    | 2 - 0       | Blooming          |
| 4ª giornata       |             |                   |
| Audax Italiano    | 2 - 1       | Santos            |
| Blooming          | 2 - 3       | Newell's Old Boys |
| 5ª giornata       |             |                   |
| Santos            | 1 - 2       | Newell's Old Boys |
| Blooming          | 1 - 2       | Audax Italiano    |
| 6ª giornata       |             |                   |
| Santos            | 0 - 0       | Blooming          |
| Newell's Old Boys | 1 - 1       | Audax Italiano    |

### Gruppo F

#### Classifica
| Pos | Squadra            | Pt | G | V | N | P | GF | GS | DG  |
| --- | ------------------ | -- | - | - | - | - | -- | -- | --- |
| 1.  | Defensa y Justicia | 15 | 6 | 5 | 0 | 1 | 15 | 8  | +7  |
| 2.  | América-MG         | 10 | 6 | 3 | 1 | 2 | 12 | 8  | +4  |
| 3.  | Millonarios        | 10 | 6 | 3 | 1 | 2 | 10 | 7  | +3  |
| 4.  | Peñarol            | 0  | 6 | 0 | 0 | 6 | 4  | 18 | -14 |

#### Risultati
| Squadra 1          | Risultato   | Squadra 2          |
| 1ª giornata        | 1ª giornata | 1ª giornata        |
| ------------------ | ----------- | ------------------ |
| Millonarios        | 3 - 0       | Defensa y Justicia |
| América-MG         | 4 - 1       | Peñarol            |
| 2ª giornata        |             |                    |
| Defensa y Justicia | 2 - 1       | América-MG         |
| Peñarol            | 0 - 2       | Millonarios        |
| 3ª giornata        |             |                    |
| Millonarios        | 1 - 1       | América-MG         |
| Defensa y Justicia | 4 - 1       | Peñarol            |
| 4ª giornata        |             |                    |
| América-MG         | 2 - 3       | Defensa y Justicia |
| Millonarios        | 3 - 1       | Peñarol            |
| 5ª giornata        |             |                    |
| Peñarol            | 0 - 3       | Defensa y Justicia |
| América-MG         | 2 - 0       | Millonarios        |
| 6ª giornata        |             |                    |
| Peñarol            | 1 - 2       | América-MG         |
| Defensa y Justicia | 3 - 1       | Millonarios        |

### Gruppo G

#### Classifica
| Pos | Squadra       | Pt | G | V | N | P | GF | GS | DG |
| --- | ------------- | -- | - | - | - | - | -- | -- | -- |
| 1.  | Goiás         | 12 | 6 | 3 | 3 | 0 | 7  | 3  | +4 |
| 2.  | Universitario | 10 | 6 | 3 | 1 | 2 | 6  | 5  | +1 |
| 3.  | Santa Fe      | 7  | 6 | 2 | 1 | 3 | 5  | 6  | -1 |
| 4.  | Gimnasia (LP) | 4  | 6 | 1 | 1 | 4 | 2  | 6  | -4 |

#### Risultati
| Squadra 1     | Risultato   | Squadra 2     |
| 1ª giornata   | 1ª giornata | 1ª giornata   |
| ------------- | ----------- | ------------- |
| Goiás         | 0 - 0       | Santa Fe      |
| Gimnasia (LP) | 0 - 1       | Universitario |
| 2ª giornata   |             |               |
| Santa Fe      | 2 - 1       | Gimnasia (LP) |
| Universitario | 2 - 2       | Goiás         |
| 3ª giornata   |             |               |
| Gimnasia (LP) | 0 - 2       | Goiás         |
| Universitario | 2 - 0       | Santa Fe      |
| 4ª giornata   |             |               |
| Gimnasia (LP) | 1 - 0       | Santa Fe      |
| Goiás         | 1 - 0       | Universitario |
| 5ª giornata   |             |               |
| Goiás         | 0 - 0       | Gimnasia (LP) |
| Santa Fe      | 2 - 0       | Universitario |
| 6ª giornata   |             |               |
| Santa Fe      | 1 - 2       | Goiás         |
| Universitario | 1 - 0       | Gimnasia (LP) |

### Gruppo H

#### Classifica
| Pos | Squadra     | Pt | G | V | N | P | GF | GS | DG  |
| --- | ----------- | -- | - | - | - | - | -- | -- | --- |
| 1.  | Fortaleza   | 15 | 6 | 5 | 0 | 1 | 17 | 5  | +12 |
| 2.  | San Lorenzo | 8  | 6 | 2 | 2 | 2 | 7  | 6  | +1  |
| 3.  | Palestino   | 8  | 6 | 2 | 2 | 2 | 7  | 7  | 0   |
| 4.  | Est. Mérida | 3  | 6 | 1 | 0 | 5 | 4  | 17 | -13 |

#### Risultati
| Squadra 1   | Risultato   | Squadra 2   |
| 1ª giornata | 1ª giornata | 1ª giornata |
| ----------- | ----------- | ----------- |
| Est. Mérida | 0 - 1       | San Lorenzo |
| Fortaleza   | 4 - 0       | Palestino   |
| 2ª giornata |             |             |
| Palestino   | 1 - 0       | Est. Mérida |
| San Lorenzo | 0 - 2       | Fortaleza   |
| 3ª giornata |             |             |
| Palestino   | 0 - 0       | San Lorenzo |
| Fortaleza   | 6 - 1       | Est. Mérida |
| 4ª giornata |             |             |
| Fortaleza   | 3 - 2       | San Lorenzo |
| Est. Mérida | 1 - 5       | Palestino   |
| 5ª giornata |             |             |
| Est. Mérida | 1 - 0       | Fortaleza   |
| San Lorenzo | 0 - 0       | Palestino   |
| 6ª giornata |             |             |
| San Lorenzo | 4 - 1       | Est. Mérida |
| Palestino   | 1 - 2       | Fortaleza   |

## Fase a eliminazione diretta
La fase a eliminazione diretta include la disputa di spareggi, ottavi di finale, quarti di finale e semifinali, con partite di andata e ritorno. Gli accoppiamenti degli spareggi sono stabiliti in base ad una classifica del rendimento nella fase a gruppi della Coppa Libertadores e Coppa Sudamericana. La prima squadra della classifica affronta l'ultima, la seconda la penultima, la terza la terzultima, la quarta la quartultima e così via. Le seconde di ogni girone di Coppa Sudamericana vengono classificate tra le posizioni 1-8, le terze di ogni girone di Coppa Libertadores tra le posizioni 9-16. Nel sorteggio degli ottavi di finale, tenutosi il 5 luglio, le squadre che hanno superato la fase a gruppi come prime classificate vengono inserite nell'urna delle teste di serie e ordinate in base ai punti conquistati nella fase precedente. In caso di parità di reti segnate dopo le due partite si passa direttamente ai tiri di rigore, senza disputare i tempi supplementari. La finale viene disputata in gara unica e, diversamente dai turni precedenti, in caso di parità dopo i tempi regolamentari sono previsti i tempi supplementari ed eventualmente i tiri di rigore.

### Classifica
| Pos.                                       | Squadra                                    | Pt                                         | G                                          | V                                          | N                                          | P                                          | GF                                         | GS                                         | DR                                         |
| Seconde classificate in Coppa Sudamericana | Seconde classificate in Coppa Sudamericana | Seconde classificate in Coppa Sudamericana | Seconde classificate in Coppa Sudamericana | Seconde classificate in Coppa Sudamericana | Seconde classificate in Coppa Sudamericana | Seconde classificate in Coppa Sudamericana | Seconde classificate in Coppa Sudamericana | Seconde classificate in Coppa Sudamericana | Seconde classificate in Coppa Sudamericana |
| ------------------------------------------ | ------------------------------------------ | ------------------------------------------ | ------------------------------------------ | ------------------------------------------ | ------------------------------------------ | ------------------------------------------ | ------------------------------------------ | ------------------------------------------ | ------------------------------------------ |
| 1.                                         | Estudiantes (LP)                           | 14                                         | 6                                          | 4                                          | 2                                          | 0                                          | 14                                         | 1                                          | +13                                        |
| 2.                                         | Audax Italiano                             | 11                                         | 6                                          | 3                                          | 2                                          | 1                                          | 7                                          | 4                                          | +3                                         |
| 3.                                         | Botafogo                                   | 10                                         | 6                                          | 2                                          | 4                                          | 0                                          | 10                                         | 5                                          | +5                                         |
| 4.                                         | América-MG                                 | 10                                         | 6                                          | 3                                          | 1                                          | 2                                          | 12                                         | 8                                          | +4                                         |
| 5.                                         | Tigre                                      | 10                                         | 6                                          | 3                                          | 1                                          | 2                                          | 7                                          | 6                                          | +1                                         |
| 6.                                         | Universitario                              | 10                                         | 6                                          | 3                                          | 1                                          | 2                                          | 6                                          | 5                                          | +1                                         |
| 7.                                         | Emelec                                     | 9                                          | 6                                          | 2                                          | 3                                          | 1                                          | 7                                          | 7                                          | 0                                          |
| 8.                                         | San Lorenzo                                | 8                                          | 6                                          | 2                                          | 2                                          | 2                                          | 7                                          | 6                                          | +1                                         |
| Terze classificate in Coppa Libertadores   |                                            |                                            |                                            |                                            |                                            |                                            |                                            |                                            |                                            |
| 9.                                         | Independiente Medellín                     | 10                                         | 6                                          | 3                                          | 1                                          | 2                                          | 10                                         | 9                                          | +1                                         |
| 10.                                        | Sporting Cristal                           | 8                                          | 6                                          | 2                                          | 2                                          | 2                                          | 8                                          | 10                                         | -2                                         |
| 11.                                        | Corinthians                                | 7                                          | 6                                          | 2                                          | 1                                          | 3                                          | 7                                          | 6                                          | +1                                         |
| 12.                                        | Libertad                                   | 7                                          | 6                                          | 2                                          | 1                                          | 3                                          | 6                                          | 7                                          | -1                                         |
| 13.                                        | Colo-Colo                                  | 6                                          | 6                                          | 1                                          | 3                                          | 2                                          | 3                                          | 5                                          | -2                                         |
| 14.                                        | Patronato                                  | 6                                          | 6                                          | 2                                          | 0                                          | 4                                          | 6                                          | 11                                         | -5                                         |
| 15.                                        | Ñublense                                   | 5                                          | 6                                          | 1                                          | 2                                          | 3                                          | 3                                          | 10                                         | -7                                         |
| 16.                                        | Barcelona SC                               | 4                                          | 6                                          | 1                                          | 1                                          | 4                                          | 7                                          | 12                                         | -5                                         |

### Fase a eliminazione diretta
|  | Spareggi               | Spareggi           | Spareggi | Spareggi |       |                   | Ottavi di finale   | Ottavi di finale | Ottavi di finale | Ottavi di finale |                  |             | Quarti di finale | Quarti di finale | Quarti di finale | Quarti di finale |           |       | Semifinali | Semifinali | Semifinali | Semifinali |  |  | Finale | Finale |
|  |                        |                    |          |          |       |                   |                    |                  |                  |                  |                  |             |                  |                  |                  |                  |           |       |            |            |            |            |  |  |        |        |
|  | Corinthians            | 1                  | 2        | 3        |       |                   | Corinthians        | 2                | 0                | 2                |                  |             |                  |                  |                  |                  |           |       |            |            |            |            |  |  |        |        |
|  | Universitario          | 0                  | 1        | 1        |       |                   | Newell's Old Boys  | 1                | 0                | 1                |                  |             |                  |                  |                  |                  |           |       |            |            |            |            |  |  |        |        |
|  | Universitario          | 0                  | 1        | 1        |       | Corinthians (dtr) | Newell's Old Boys  | 1                | 0                | 1                | 1                | 0           | 1 (3)            |                  |                  |                  |           |       |            |            |            |            |  |  |        |        |
|  |                        |                    |          |          |       |                   |                    |                  |                  |                  | 1                | 0           | 1 (3)            |                  |                  |                  |           |       |            |            |            |            |  |  |        |        |
|  |                        | Estudiantes (LP)   | 0        | 1        | 1 (2) |                   |                    |                  |                  |                  |                  |             |                  |                  |                  |                  |           |       |            |            |            |            |  |  |        |        |
|  | Barcelona SC           | Estudiantes (LP)   | 0        | 1        | 1 (2) | 2                 | 0                  | 2                | Estudiantes (LP) | 3                | 2                | 5           |                  |                  |                  |                  |           |       |            |            |            |            |  |  |        |        |
|  | Barcelona SC           |                    |          |          |       | 2                 | 0                  | 2                | Estudiantes (LP) | 3                | 2                | 5           |                  |                  |                  |                  |           |       |            |            |            |            |  |  |        |        |
|  | Estudiantes (LP)       | 1                  | 4        | 5        |       |                   | Goiás              | 0                | 0                | 0                |                  |             |                  |                  |                  |                  |           |       |            |            |            |            |  |  |        |        |
|  | Estudiantes (LP)       | 1                  | 4        | 5        |       |                   |                    |                  |                  | 0                |                  | Corinthians | 1                | 0                | 1                |                  |           |       |            |            |            |            |  |  |        |        |
|  |                        |                    |          |          |       |                   |                    |                  |                  |                  |                  |             |                  |                  |                  |                  |           |       |            |            |            |            |  |  |        |        |
|  |                        | Fortaleza          | 1        | 2        | 3     |                   |                    |                  |                  |                  |                  |             |                  |                  |                  |                  |           |       |            |            |            |            |  |  |        |        |
|  | Colo-Colo              | Fortaleza          | 1        | 2        | 3     | 2                 | 1                  | 3                |                  |                  | América-MG (dtr) | 1           | 3                | 4 (4)            |                  |                  |           |       |            |            |            |            |  |  |        |        |
|  | Colo-Colo              |                    |          |          |       | 2                 | 1                  | 3                |                  |                  | América-MG (dtr) | 1           | 3                | 4 (4)            |                  |                  |           |       |            |            |            |            |  |  |        |        |
|  | América-MG             | 1                  | 5        | 6        |       |                   | Bragantino         | 1                | 3                | 4 (3)            |                  |             |                  |                  |                  |                  |           |       |            |            |            |            |  |  |        |        |
|  | América-MG             | 1                  | 5        | 6        |       | América           | Bragantino         | 1                | 3                | 4 (3)            | 1                | 1           | 2                |                  |                  |                  |           |       |            |            |            |            |  |  |        |        |
|  |                        |                    |          |          |       |                   |                    |                  |                  |                  | 1                | 1           | 2                |                  |                  |                  |           |       |            |            |            |            |  |  |        |        |
|  |                        | Fortaleza          | 3        | 2        | 5     |                   |                    |                  |                  |                  |                  |             |                  |                  |                  |                  |           |       |            |            |            |            |  |  |        |        |
|  | Libertad               | Fortaleza          | 3        | 2        | 5     | 2                 | 1                  | 0                | Libertad         | 0                | 1                | 1           |                  |                  |                  |                  |           |       |            |            |            |            |  |  |        |        |
|  | Libertad               |                    |          |          |       | 2                 | 1                  | 0                | Libertad         | 0                | 1                | 1           |                  |                  |                  |                  |           |       |            |            |            |            |  |  |        |        |
|  | Tigre                  | 1                  | 0        | 1        |       |                   | Fortaleza          | 1                | 1                | 2                |                  |             |                  |                  |                  |                  |           |       |            |            |            |            |  |  |        |        |
|  | Tigre                  | 1                  | 0        | 1        |       |                   |                    |                  |                  |                  |                  |             |                  |                  |                  |                  | Fortaleza | 1 (3) |            |            |            |            |  |  |        |        |
|  |                        |                    |          |          |       |                   |                    |                  |                  |                  |                  |             |                  |                  |                  |                  |           |       |            |            |            |            |  |  |        |        |
|  |                        | LDU Quito (dtr)    | 1 (4)    |          |       |                   |                    |                  |                  |                  |                  |             |                  |                  |                  |                  |           |       |            |            |            |            |  |  |        |        |
|  | Ñublense               | LDU Quito (dtr)    | 1 (4)    | 0        | 1     | 1                 |                    |                  | Ñublense         | 0                | 3                | 3 (4)       |                  |                  |                  |                  |           |       |            |            |            |            |  |  |        |        |
|  | Ñublense               |                    |          | 0        | 1     | 1                 |                    |                  | Ñublense         | 0                | 3                | 3 (4)       |                  |                  |                  |                  |           |       |            |            |            |            |  |  |        |        |
|  | Audax Italiano         | 0                  | 0        | 0        |       |                   | LDU Quito (dtr)    | 1                | 2                | 3 (3)            |                  |             |                  |                  |                  |                  |           |       |            |            |            |            |  |  |        |        |
|  | Audax Italiano         | 0                  | 0        | 0        |       | LDU Quito (dtr)   | LDU Quito (dtr)    | 1                | 2                | 3 (3)            | 2                | 0           | 2 (5)            |                  |                  |                  |           |       |            |            |            |            |  |  |        |        |
|  |                        |                    |          |          |       |                   |                    |                  |                  |                  | 2                | 0           | 2 (5)            |                  |                  |                  |           |       |            |            |            |            |  |  |        |        |
|  |                        | San Paolo          | 1        | 1        | 2 (4) |                   |                    |                  |                  |                  |                  |             |                  |                  |                  |                  |           |       |            |            |            |            |  |  |        |        |
|  | Independiente Medellín | San Paolo          | 1        | 1        | 2 (4) | 0                 | 0                  | 0                | San Lorenzo      | 1                | 0                | 1           |                  |                  |                  |                  |           |       |            |            |            |            |  |  |        |        |
|  | Independiente Medellín |                    |          |          |       | 0                 | 0                  | 0                | San Lorenzo      | 1                | 0                | 1           |                  |                  |                  |                  |           |       |            |            |            |            |  |  |        |        |
|  | San Lorenzo            | 1                  | 2        | 3        |       |                   | San Paolo          | 0                | 2                | 2                |                  |             |                  |                  |                  |                  |           |       |            |            |            |            |  |  |        |        |
|  | San Lorenzo            | 1                  | 2        | 3        |       |                   |                    |                  |                  | 2                |                  | LDU Quito   | 3                | 0                | 3                |                  |           |       |            |            |            |            |  |  |        |        |
|  |                        |                    |          |          |       |                   |                    |                  |                  |                  |                  |             |                  |                  |                  |                  |           |       |            |            |            |            |  |  |        |        |
|  |                        | Defensa y Justicia | 0        | 0        | 0     |                   |                    |                  |                  |                  |                  |             |                  |                  |                  |                  |           |       |            |            |            |            |  |  |        |        |
|  | Patronato              | Defensa y Justicia | 0        | 0        | 0     | 0                 | 1                  | 1                |                  |                  | Botafogo         | 2           | 0                | 2                |                  |                  |           |       |            |            |            |            |  |  |        |        |
|  | Patronato              |                    |          |          |       | 0                 | 1                  | 1                |                  |                  | Botafogo         | 2           | 0                | 2                |                  |                  |           |       |            |            |            |            |  |  |        |        |
|  | Botafogo               | 2                  | 1        | 3        |       |                   | Guaraní            | 1                | 0                | 1                |                  |             |                  |                  |                  |                  |           |       |            |            |            |            |  |  |        |        |
|  | Botafogo               | 2                  | 1        | 3        |       | Botafogo          | Guaraní            | 1                | 0                | 1                | 1                | 1           | 2                |                  |                  |                  |           |       |            |            |            |            |  |  |        |        |
|  |                        |                    |          |          |       |                   |                    |                  |                  |                  | 1                | 1           | 2                |                  |                  |                  |           |       |            |            |            |            |  |  |        |        |
|  |                        | Defensa y Justicia | 1        | 2        | 3     |                   |                    |                  |                  |                  |                  |             |                  |                  |                  |                  |           |       |            |            |            |            |  |  |        |        |
|  | Sporting Cristal       | Defensa y Justicia | 1        | 2        | 3     | 0                 | 0                  | 0                | Emelec           | 1                | 0                | 1           |                  |                  |                  |                  |           |       |            |            |            |            |  |  |        |        |
|  | Sporting Cristal       |                    |          |          |       | 0                 | 0                  | 0                | Emelec           | 1                | 0                | 1           |                  |                  |                  |                  |           |       |            |            |            |            |  |  |        |        |
|  | Emelec                 | 1                  | 0        | 1        |       |                   | Defensa y Justicia | 2                | 1                | 3                |                  |             |                  |                  |                  |                  |           |       |            |            |            |            |  |  |        |        |

### Spareggi
Le partite d'andata degli spareggi si sono disputate l'11, 12 e 13 luglio 2023, mentre le partite di ritorno il 18, 19 e 20 luglio 2023.
| Squadra 1              | Totale | Squadra 2        | Andata | Ritorno |
| ---------------------- | ------ | ---------------- | ------ | ------- |
| Barcelona SC           | 2 - 5  | Estudiantes (LP) | 2 - 1  | 0 - 4   |
| Ñublense               | 1 - 0  | Audax Italiano   | 0 - 0  | 1 - 0   |
| Patronato              | 1 - 3  | Botafogo         | 0 - 2  | 1 - 1   |
| Colo-Colo              | 3 - 6  | América          | 2 - 1  | 1 - 5   |
| Libertad               | 3 - 1  | Tigre            | 2 - 1  | 1 - 0   |
| Corinthians            | 3 - 1  | Universitario    | 1 - 0  | 2 - 1   |
| Sporting Cristal       | 0 - 1  | Emelec           | 0 - 1  | 0 - 0   |
| Independiente Medellín | 0 - 3  | San Lorenzo      | 0 - 1  | 0 - 2   |

### Ottavi di finale
Le partite d'andata degli ottavi di finale si sono disputate il 1º, 2 e 3 agosto 2023, mentre le partite di ritorno il 8, 9 e 10 agosto 2023.
| Squadra 1        | Totale          | Squadra 2          | Andata | Ritorno |
| ---------------- | --------------- | ------------------ | ------ | ------- |
| Emelec           | 1 - 3           | Defensa y Justicia | 1 - 2  | 0 - 1   |
| Estudiantes (LP) | 5 - 0           | Goiás              | 3 - 0  | 2 - 0   |
| América-MG       | 4 - 4 (4-3 dtr) | Bragantino         | 1 - 1  | 3 - 3   |
| San Lorenzo      | 1 - 2           | San Paolo          | 1 - 0  | 0 - 2   |
| Ñublense         | 3 - 3 (3-4 dtr) | LDU Quito          | 0 - 1  | 3 - 2   |
| Libertad         | 1 - 2           | Fortaleza          | 0 - 1  | 1 - 1   |
| Corinthians      | 2 - 1           | Newell's Old Boys  | 2 - 1  | 0 - 0   |
| Botafogo         | 2 - 1           | Guaraní            | 2 - 1  | 0 - 0   |

### Quarti di finale
Le partite d'andata dei quarti di finale si sono disputate il 22, 23 e 24 agosto 2023, mentre le partite di ritorno il 29, 30 e 31 agosto 2023.
| Squadra 1   | Totale          | Squadra 2          | Andata | Ritorno |
| ----------- | --------------- | ------------------ | ------ | ------- |
| Botafogo    | 2 - 3           | Defensa y Justicia | 1 - 1  | 1 - 2   |
| Corinthians | 1 - 1 (3-2 dtr) | Estudiantes (LP)   | 1 - 0  | 0 - 1   |
| América-MG  | 2 - 5           | Fortaleza          | 1 - 3  | 1 - 2   |
| LDU Quito   | 2 - 2 (5-4 dtr) | San Paolo          | 2 - 1  | 0 - 1   |

### Semifinali
Le partite d'andata delle semifinali si sono disputate il 26 e il 27 settembre 2023, mentre le partite di ritorno il 3 e il 4 ottobre 2023.
| Squadra 1   | Totale | Squadra 2          | Andata | Ritorno |
| ----------- | ------ | ------------------ | ------ | ------- |
| Corinthians | 1 - 3  | Fortaleza          | 1 - 1  | 0 - 2   |
| LDU Quito   | 3 - 0  | Defensa y Justicia | 3 - 0  | 0 - 0   |

### Finale
| Arbitro: | Jesús Valenzuela |

|                                                                |                      |                                                         |
| Lucero 48’                                                     | Marcatori            | 56’ Alzugaray                                           |
| Thiago Galhardo Yago Pikachu Romero Tinga Pedro Augusto Brítez | Tiri di rigore 3 – 4 | Guerrero Alzugaray Martínez Jhojan Julio Alvarado Piovi |